# Епархия Мартандома
Епархия Мартандома (лат. Eparchia Marthandomensis) — епархия Сиро-маланкарской католической церкви c центром в городе Мартандом, Индия. Епархия Мартандома входит в митрополию Тривандрума. Кафедральным собором епархии Мартандома является церковь Христа Царя.

## История
16 декабря 1996 года Римский папа Иоанн Павел II выпустил буллу Singulares omnino, которой учредил епархию Мартандома, выделив её из архиепархии Тривандрума.

## Ординарии епархии
- епископ Lawrence Ephraem Thottam (16.12.1996 — 8.04.1997);
- епископ Yoohanon Chrysostom Kalloor (16.04.1998 — 25.01.2010);
- епископ Vincent Paulos Kulapuravilai (25.01.2010 — по настоящее время).

## Источник
- Annuario Pontificio, Libreria Editrice Vaticana, Città del Vaticano, 2003, ISBN 88-209-7422-3
- Булла Singulares omnino  (лат.)